# Nachhaltigkeitsstrategie
Als Nachhaltigkeitsstrategie bezeichnet man Methoden und Instrumente zur strategischen Umsetzung von nachhaltiger Entwicklung. Die Umsetzung kann auf nationaler, regionaler und lokaler Ebene der Politik erfolgen.
Das Konzept der Nachhaltigkeitsstrategie geht bis auf den Brundtland-Bericht zurück:
„Die Welt muß bald Strategien entwerfen, die den Ländern erlauben, aus ihren gegenwärtigen, oft destruktiven Wachstums- und Entwicklungsprozessen zu nachhaltigen Entwicklungswegen überzuwechseln.“

## Wirkungsebenen

### Global
Auf der Konferenz für Umwelt und Entwicklung der Vereinten Nationen (UNCED) 1992 wurde das Aktionsprogramm Agenda 21 beschlossen, das einen ersten Leitfaden für nachhaltige Entwicklung bot. Mit dem Durchführungsplan (Plan of Implementation) des Weltgipfels für nachhaltige Entwicklung folgte 2002 ein weiteres Programm.

### Supranational (Europäische Union)
Bereits 1997 bekannte sich die Europäische Union mit dem Vertrag von Amsterdam zum Prinzip der nachhaltigen Entwicklung. Um den zahlreichen nicht nachhaltigen Entwicklungen in der Union entgegenzuwirken, verabschiedete sie 2001 eine erste europäische Nachhaltigkeitsstrategie. 2006 wurde eine erneuerte Fassung beschlossen. Diese identifiziert folgende Problemfelder, zu denen sie Zielsetzungen und Maßnahmen formuliert:
- Klimawandel und saubere Energie
- Nachhaltiger Verkehr
- Nachhaltiger Konsum und Produktion
- Naturschutz und Management natürlicher Ressourcen
- Öffentliche Gesundheit
- Soziale Inklusion, Demographie und Migration
- Globale Armut und 	Herausforderungen nachhaltiger Entwicklung.[4]

Kritik wird an der mangelnden Überprüfbarkeit der Ziele geübt. Insbesondere wird heute jedoch angemerkt, dass eine Überarbeitung der Strategie längst fällig sei. So forderte der Umweltrat der Europäischen Union 2012 eine Überarbeitung bis spätestens 2014. Das Europäische Umweltbüro sprach sich Ende 2014 für eine möglichst zeitnahe Anpassung an die Sustainable Development Goals der Vereinten Nationen aus. Die Europäische Kommission äußerte 2012 jedoch die Auffassung, dass die Nachhaltigkeitsstrategie in der Strategie Europa 2020 aufgegangen sei.

### National
Obwohl bereits in der Agenda 21 1992 in Kapitel 38 gefordert, wurden von vielen Staaten, so auch von Deutschland, erst 2002 (Weltgipfel für nachhaltige Entwicklung) nationale Nachhaltigkeitsstrategien vorgelegt.
2001 wurde der Rat für Nachhaltige Entwicklung durch die deutsche Bundesregierung berufen. Hauptaufgaben des Rates sind die Beratung der Bundesregierung zur Nachhaltigkeit und der Dialog mit den verschiedenen Interessensgruppen.
Die Bundesregierung verabschiedete im April 2002 unter dem Titel „Perspektiven für Deutschland“ ihre Strategie für eine Nachhaltige Entwicklung. Eckpfeiler sind die Bereiche „Generationengerechtigkeit“, „Lebensqualität“, „Sozialer Zusammenhalt“ und „Internationale Verantwortung“. Zudem wurden Maßnahmen für die vier Handlungsfelder Energie und Klimaschutz, Verkehr, Landwirtschaft und globale Verantwortung genannt.
Im Herbst 2004 wurde der erste Fortschrittsbericht veröffentlicht, im Sommer 2005 folgte der „Wegweiser Nachhaltigkeit“. Zur Erstellung des Fortschrittsberichts wurde ein Konsultationsprozess durchgeführt, der verschiedene gesellschaftliche Gruppen über unterschiedliche Medien und Prozesse beteiligte. Der Fortschrittsbericht bilanziert die Veränderungen in den vier Handlungsfeldern der Nachhaltigkeitsstrategie und führt vier weitere Handlungsfelder auf: Potenziale älterer Menschen in Wirtschaft und Gesellschaft, neue Energieversorgungsstruktur unter Einbeziehung der erneuerbaren Energien, die Kraftstoffstrategie – „Alternative Kraftstoffe und innovative Antriebe“ – sowie „Verminderung der Flächeninanspruchnahme“ (Flächenverbrauch).
Im „Wegweiser Nachhaltigkeit“ werden Perspektiven für vier weitere Schwerpunktthemen aufgeführt: Moderne Stromversorgung – erneuerbare Energien optimal integrieren, nachwachsende Rohstoffe – für neue Produkte und wachsende Märkte, Zukunftsfähige Waldwirtschaft – ökonomische Perspektiven entwickeln, biologische Vielfalt. Vom Rat für nachhaltige Entwicklung flossen Konzepte zu den Themen Generationenbilanz und gesellschaftliche Verantwortung von Unternehmen ein.
Das Bundeskanzleramt ist für die Erstellung der Fortschrittsberichte und Überarbeitung der Nachhaltigkeitsstrategie in Abstimmung mit den Ministerien zuständig. Im Kanzleramt ist daher auch der Staatssekretärsausschuss für nachhaltige Entwicklung angesiedelt.
Übersicht der Veröffentlichungen:
- 2002: Perspektiven für Deutschland, Gesamtfassung,[8] Kurzfassung[9]
- 2004: Fortschrittsbericht 2004: Perspektiven für Deutschland, Unsere Strategie für eine nachhaltige Entwicklung[10]
- 2005: Wegweiser Nachhaltigkeit[11]
- 2008: Fortschrittsbericht 2008 zur nationalen Nachhaltigkeitsstrategie[12]
- 2012: Fortschrittsbericht 2012, Nationale Nachhaltigkeitsstrategie[13], „Kurzpapier“ zum Fortschrittsbericht 2012:10 Jahre Nachhaltigkeit[14]
- 2016: Ende Mai ist der Entwurf einer Neuauflage der nationalen Nachhaltigkeitsstrategie erschienen, die im Herbst / Winter 2016 vom Bundeskabinett in der endgültigen Version verabschiedet werden soll. Da es sich um eine grundlegende Überarbeitung handelt, ist sie unter der neuen Bezeichnung Deutsche Nachhaltigkeitsstrategie erschienen.[15]
- 2018: Aktualisierung der Deutschen Nachhaltigkeitsstrategie[16], Kurzfassung[17]

Die Bundesregierung wie auch das Bundesministerium für Umwelt, Naturschutz und Reaktorsicherheit und der Nachhaltigkeitsrat stellen Informationen zum Thema nachhaltige Entwicklung bereit.
Alle zwei Jahre werden vom Statistischen Bundesamt die Nachhaltigkeitsindikatoren berechnet. Die Fortschrittsberichte werden regelmäßig alle vier Jahre veröffentlicht.
In Österreich wurde 2002 auf nationaler Ebene die Österreichische Strategie zur nachhaltigen Entwicklung beschlossen.

### Regional
Beim Weltgipfel für nachhaltige Entwicklung 2002 in Johannesburg wurde ein Netzwerk von Regionalregierungen für nachhaltige Entwicklung (Network of Regional Governments for Sustainable Development) gegründet, welche regionale Nachhaltigkeitsstrategien zu ihrem Arbeitsschwerpunkt gewählt haben; insgesamt elf deutsche Bundesländer hatten zum Frühjahr 2016 eigene oder arbeiteten an eigenen Landesnachhaltigkeitsstrategien (Brandenburg, Baden-Württemberg, Bayern, Hessen, Rheinland-Pfalz, Niedersachsen, Nordrhein-Westfalen, Saarland, Sachsen, Sachsen-Anhalt, Thüringen):
Die Nachhaltigkeitsstrategie Baden-Württemberg bietet seit 2007 eine Plattform, um Fragen nachhaltiger Entwicklung ressortübergreifend und in Kooperation mit den gesellschaftlichen Akteuren anzugehen. Seit 2011 wird die baden-württembergische Nachhaltigkeitsstrategie kontinuierlich weiterentwickelt. Mit der Neuausrichtung der Nachhaltigkeitsstrategie soll an die in den ersten Jahren erzielte Mobilisierungswirkung bei den gesellschaftlichen Akteuren angeknüpft und ein instrumenteller Rahmen sowie ein strategisches Fundament für Nachhaltigkeitsthemen geschaffen werden.
Der Freistaat Bayern beschloss 1997 eine Agenda 21 als Landes-Nachhaltigkeitsstrategie für den Umweltschutz. Eine neue Nachhaltigkeitsstrategie sollte 2012 verabschiedet werden mit dem Ziel, sie auf weitere Politikfelder auszuweiten. Der Entwurf ist in einem öffentlichen Online-Dialogverfahren diskutiert worden.
Nordrhein-Westfalen hat 2016 als erstes Land eine Nachhaltigkeitsstrategie beschlossen, die die SDGs systematisch berücksichtigt.
Auf der Grundlage früherer Agenda 21-Programme (seit 2001) hat Rheinland-Pfalz 2005 eine eigene Nachhaltigkeitsstrategie namens Perspektiven für Rheinland-Pfalz vorgelegt.

### Lokal
In jüngster Zeit haben auch Städte wie Neumarkt in der Oberpfalz oder Ingolstadt eine kommunale bzw. lokale Nachhaltigkeitsstrategie entwickelt, welche eine Weiterentwicklung der Lokalen Agenda 21 darstellt.